# Juana Burga Cervera
Juana Burga Cervera (Lima, 19 de agosto de 1991) es una modelo, actriz y activista peruana.  Es la única modelo peruana que ha desfilado en las Semanas de la Moda de Nueva York, Londres, Milán y París.  La revista Cosas la nombró la modelo peruana más exitosa de todos los tiempos, y la revista Ellos & Ellas de Caretas la nombró una de las mujeres peruanas más poderosas en marzo de 2017. 

## Carrera
Además de modelar y actuar, Burga es embajadora en Perú, donde trabaja para proteger a los artesanos que producen fibras sustentables y luego exportan el material a todo el mundo. En su opinión, ella es «el motor de la moda sustentable del Perú». Juana ha estado documentando a los artesanos textiles peruanos durante los últimos tres años y lanzó una exposición sobre los artesanos en Lima, en noviembre de 2017. Juana también apoya la organización Parley for the Oceans  y recientemente regresó de un viaje a las Maldivas. Asistió a Parley's Ocean School junto a Chris Hemsworth, Diego Luna, MIA y otros para aprender sobre los problemas y encontrar soluciones a la contaminación plástica en los océanos.
En 2017 protagonizó Los últimos, una película posapocalíptica coprotagonzada con Peter Lanzani y bajo la dirección de Nicolas Puenzo.  En 2023 también protagonizó La piel más temida, una película dramática peruano-colombiana dirigida por Joel Calero.

## Vida personal
Actualmente Burga reside en la ciudad de Nueva York y viaja frecuentemente a Perú.
Está casada con Martín Landgreve, un director de cine danés.

## Filmografía
- Los últimos (2017)
- La piel más temida (2023)

## Premios
Burga ganó el concurso Elite Model Look 2007 del Perú.